# Chiesa di Santa Caterina (Great Bedwyn)
La chiesa di Santa Caterina (in inglese St Catherine's Church) è la parrocchiale anglicana che si trova all'estremità settentrionale della parrocchia civile di Great Bedwyn, nella contea del Wiltshire, nel Sud Ovest dell'Inghilterra, Regno Unito. Il luogo di culto risale al XIX secolo, rientra nella diocesi di Salisbury ed è considerato dall'English Heritage un monumento classificato di seconda categoria per il suo particolare interesse storico e architettonico.

## Storia

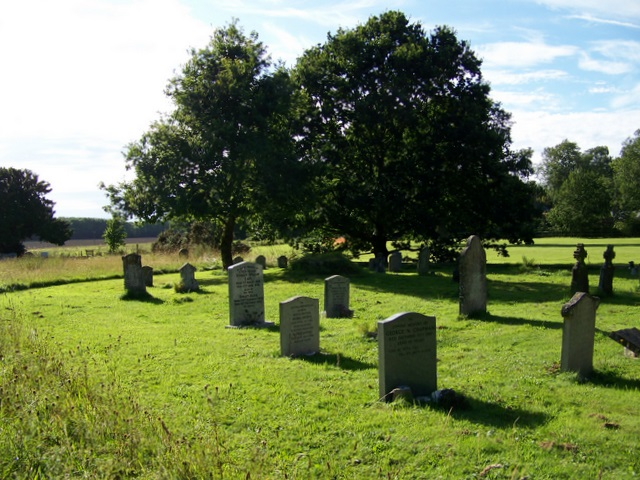
Cimitero della comunità accanto alla chiesa

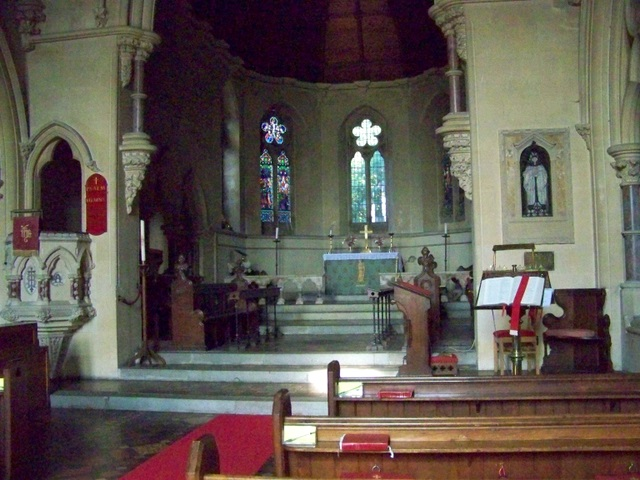
Interno della sala

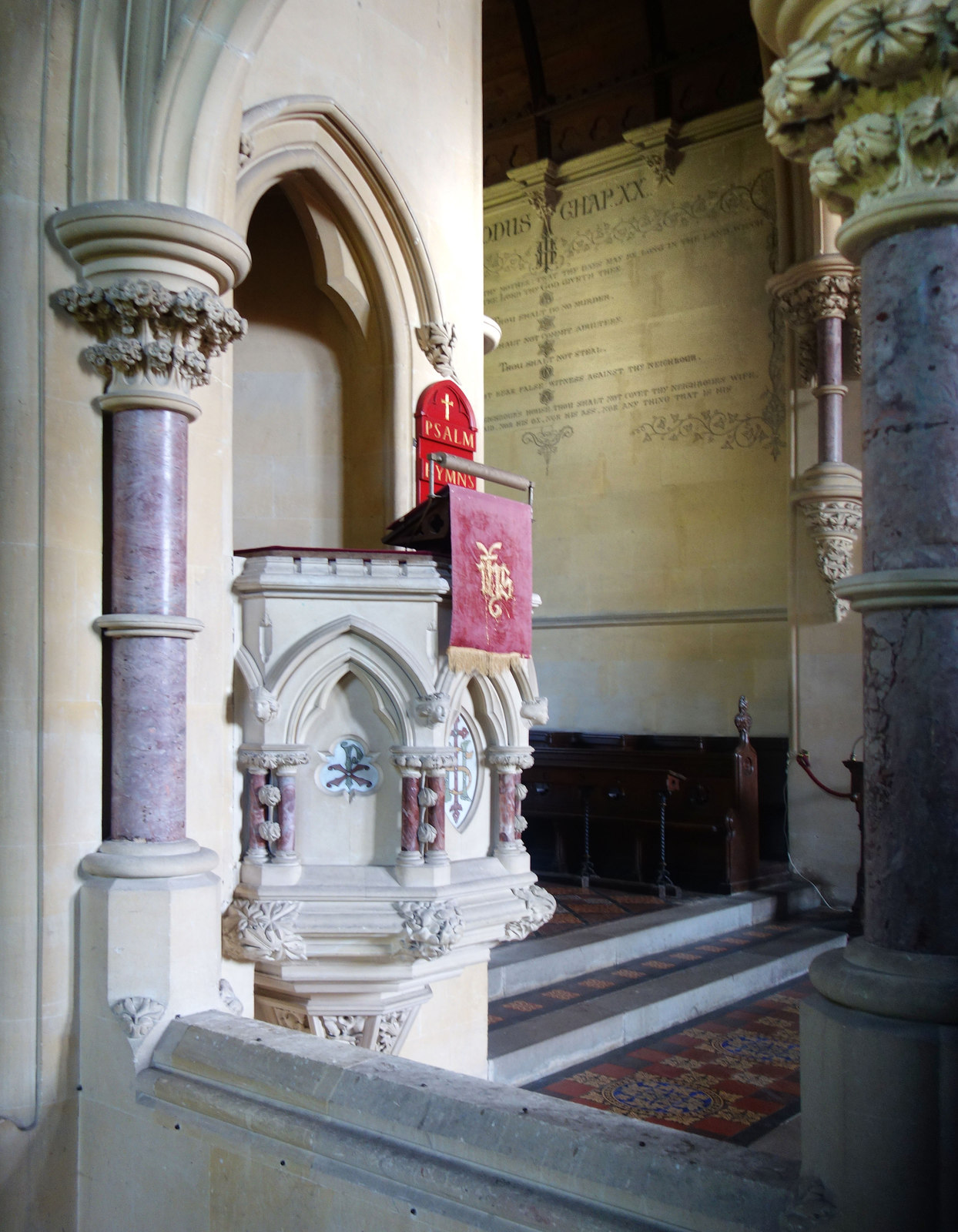
Pulpito

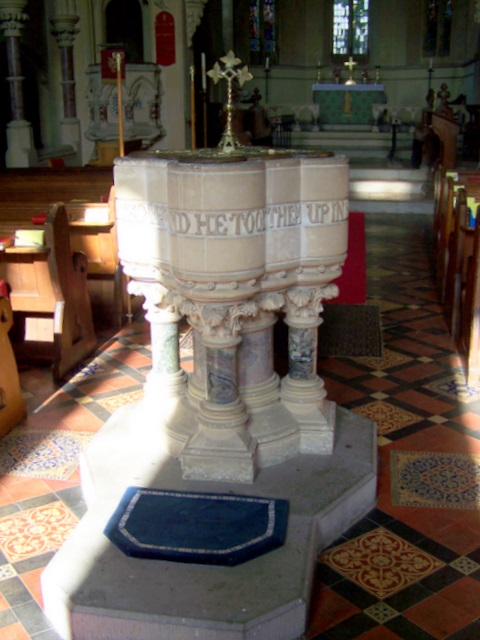
Fonte battesimale

Il luogo di culto fu costruito all'estremità settentrionale della parrocchia di Great Bedwyn nel 1861. La chiesa fu consacrata nello stesso anno dal vescovo di Salisbury come seconda cappella per sostituire la chiesa madre di Great Bedwyn. Fu dedicata a Santa Caterina in memoria della madre russa della marchesa di Ailesbury, Katherine Woronzoff, contessa vedova di Pembroke. Fu gestita dal vicario di Great Bedwyn fino al 1864, quando le fu assegnato il distretto chiamato Foresta di Savernake che comprende parti delle parrocchie di Great Bedwyn, Little Bedwyn e Burbage. Il patronato fu affidato a George Brudenell-Bruce, marchese di Ailesbury, e fu nominato un curato perpetuo, dal 1868 chiamato vicario. Nel 1953 George, marchese di Ailesbury, trasferì la nomina a procuratore al vescovo di Salisbury. La canonica fu unita alle canoniche di Great Bedwyn e Little Bedwyn nel 1982.
La casa canonica costruita tra il 1879 e il 1880 e fu venduta nel 1950. Agli inizi del 1864 la maggior parte delle funzioni religiose era probabilmente officiata dal vice curato di Great Bedwyn. Ogni domenica si tenevano due funzioni religiose alla quale prendevano parte una media di circa 160 fedeli. Funzioni aggiuntive si tenevano in occasione di festività e feste patronali. Intorno al 1864 la comunione veniva celebrata circa 20 volte all'anno. Dal 1947 al 1949 la parrocchia fu unita alla parrocchia di Savernake poi passò a quella di Great Bedwyn dal 1958 e, dal 1965, anche a quella di Little Bedwyn. Nel 1945 la chiesa di Santa Caterina subì danni causati da un'esplosione accidentale in un vicino deposito di munizioni. Il tetto e le vetrate furono distrutti e il muro nord fu notevolmente indebolito. Nel 1951 una commissione diocesana suggerì la demolizione dell'intera navata, ma a causa dei lavori di restauro promossi in opposizione a questo progetto, la chiesa fu riaperta dopo sei anni di incertezza il giorno di Pasqua del 1952. La parrocchia viene gestita congiuntamente da Savernake e Great Bedwyn.

## Descrizione
L'English Heritage ha inserito dal 22 agosto 1966 la chiesa di Santa Caterina a Great Bedwyn tra gli edifici storici come monumento classificato di seconda categoria col numero 1183857. La chiesa fa parte del gruppo di Savernake e costituisce una delle 11 parrocchie della diocesi di Salisbury.

### Esterni
Si tratta della chiesa parrocchiale anglicana che si trova a ovest del villaggio Great Bedwyn, parrocchia civile del Wiltshire nel Sud Ovest dell'Inghilterra. La chiesa è costruita in selce con fasce di oolite di Bath con decorazioni in bugnato e ha un tetto di tegole. Fu costruita nello stile gotico inglese su progetto di Thomas Henry Wyatt. La pianta comprende il presbiterio absidato, la sagrestia a nord, la navata centrale con transetto a nord e a sud, la navata laterale a nord e la torre campanaria a sud con guglia. Il portico meridionale è posizionato sotto il campanile. Vi sono bifore con medaglioni decorati a foglia nella parte superiore e trifore a ovest. Il campanile è a tre piani con contrafforti a timpano e un parapetto quadrilobato. La guglia è in pietra calcarea. Nella cella campanaria vi sono cinque campane fuse da G. Mears & Co. nel 1862. All'estremità orientale si trovano dei gradini che conducono a una volta sorretta da ringhiere in ghisa. Vi sono finestre a bifora geometriche con tondi decorati a foglia nelle teste. Vi sono finestre a trifora a ovest e a bifora nell'abside poligonale.

### Interni
La sala è di medie dimensioni, con la navata centrale divisa in cinque campate e l'arcata nord bloccata per formare una sala riunioni. Le due campate orientali si uniscono in una griglia geometrica in pietra traforata per entrambi i transetti. Il soffitto in legno a vista è con montante centrale su collare e mensole a cuspide per fusti e mensole a muro. I transetti sono ciascuno ad una campata, con trifora a sud, rosone e due archi a sesto acuto bassi a nord. Il presbiterio è rialzato di 3 gradini e vi si accede dall'arco posto su mensole elaborate a foglia di vite. La galleria ad arcate va dal presbiterio al pulpito a nord. La porta di accesso alla sagrestia si trova a sud. Due vetrate colorate si trovano nell'abside. La balaustra in marmo è su due gradini. Le piastrelle a encausto sono in tutta la struttura. Il fonte battesimale ha forma lobata in calcare su cinque colonne al centro della navata. Il pulpito è a mensola con arcata trilobata su colonnine in marmo e pannelli in marmo intarsiato. L'interno è riccamente decorato con piastrelle colorate, transetti in pietra con fusti in marmo e capitelli a fogliame, e panche in pino verniciato con estremità decorate. Sulla parete est della navata c'è la lapide incastonata nella parete in calcare con nicchia poco profonda contenente una figura in zinco dorato che si aggancia e dietro un elaborato albero in metallo, dedicata  Mary, marchesa di Ailesbury, progettato da Alfred Gilbert. Nel transetto sud si conserva il monumento dedicato al VI marchese Chandos, in calcare e ardesia. Sulla parete nord della navata si trova l'alta lapide in ottone del 1878 dedicata a George Brudenell Bruce.